# Новачешти (Алба)
Новачешти (рум. Novăcești) насеље је у Румунији у округу Алба у општини Бистра. Oпштина се налази на надморској висини од 1079 m.

## Становништво
Према подацима из 2002. године у насељу је живело 41 становника, од којих су сви румунске националности.